# Chamazulène
Le chamazulène est un terpénoïde et un hydrocarbure aromatique polycyclique (HAP) de formule brute C14H16, dérivé de l'azulène, extrait de l'huile essentielle de camomille sauvage, d'où son nom, ainsi que d'absinthe, de l'Achillée millefeuille ou encore de la Tanaisie. Cette huile bleu violacé se décompose assez vite sous l'effet de la lumière ou de l'exposition à l'air ou à la chaleur. Le chamazulène a des propriétés anti-inflammatoires et antioxydantes.
L'huile de camomille est probablement l'un remèdes naturels les plus répandus et les plus anciens. Ses effets reposent sur un mélange de différents composés, essentiellement des flavonoïdes, des terpènes et des terpénoïdes, ses effets anti-inflammatoires étant dus avant tout au bisabolol, à la matricine et au chamazulène, ce dernier ayant une activité anti-inflammatoire cependant environ moitié moindre que celle de la matricine.
Le chamazulène est biosynthétisé à partir de la matricine.

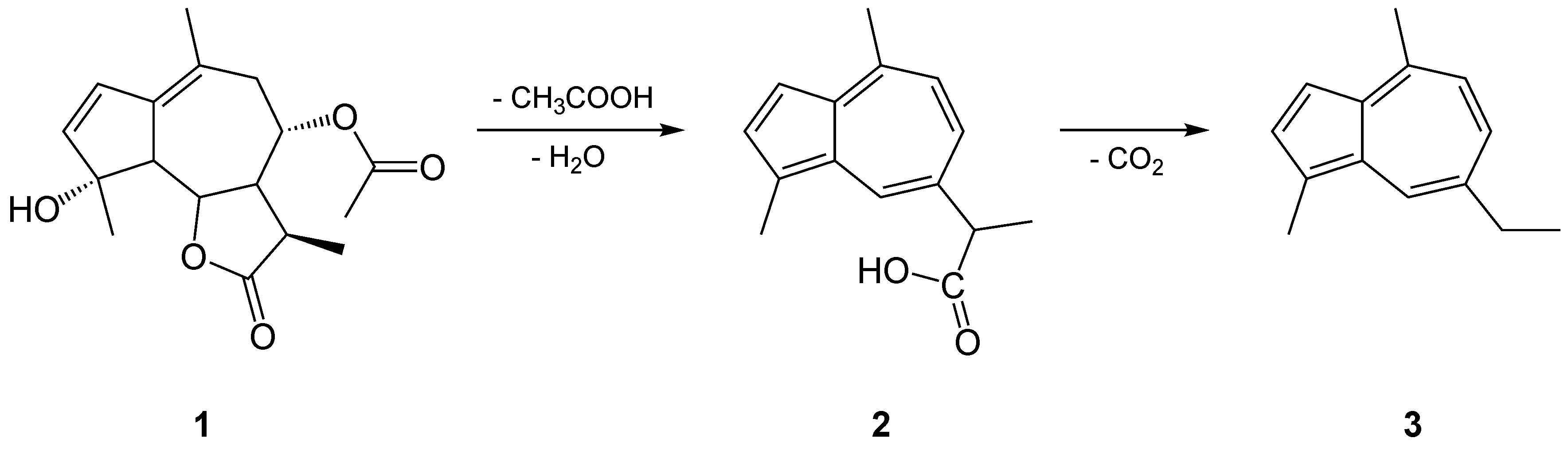
Biosynthèse du chamazulène (3) à partir de la matricine (1) via un acide carboxylique de chamazulène (2).